# Donald O. Mitchell
Donald O. Mitchell (geb. vor 1973) ist ein US-amerikanischer Tontechniker, der einmal den Oscar für den besten Ton erhielt.

## Leben
Mitchell begann seine Laufbahn als Tontechniker in der Filmwirtschaft Hollywoods 1973 bei Zeit der Prüfungen und war an der Herstellung von annähernd 120 Filmen beteiligt.
Für Zeit der Prüfungen war er zusammen mit Larry Jost bei der Oscarverleihung 1974 erstmals für den Oscar für den besten Ton nominiert. Danach folgten zahlreiche weitere Nominierungen für den Oscar in dieser Kategorie: 1977 mit Douglas O. Williams, Richard Tyler und Harold M. Etherington für Trans-Amerika-Express (1976), 1981 mit Bill Nicholson, David J. Kimball und Les Lazarowitz für Wie ein wilder Stier (1980) und 1984 mit Rick Kline, Kevin O’Connell und James R. Alexander für Zeit der Zärtlichkeit (1983).
Bei der Oscarverleihung 1986 war er gleich zweimal für den Oscar für den besten Ton nominiert: zum einen mit Kline, O’Connell und David M. Ronne für Silverado (1985), zum anderen mit Michael Minkler, Gerry Humphreys und Christopher Newman für A Chorus Line (1985). Weitere Oscar-Nominierungen folgten 1987 mit O’Connell, Kline und William B. Kaplan für Top Gun (1986) und 1990 mit O’Connell, Greg P. Russell und Keith A. Wester für Black Rain.
Bei der Oscarverleihung 1990 erhielt er auch den Oscar für den besten Ton und zwar mit Gregg Rudloff, Elliot Tyson und Russell Williams II für Glory (1989).
Weitere Oscar-Nominierungen in dieser Kategorie erhielt er 1991 mit Charles M. Wilborn, Rick Kline und Kevin O’Connell für Tage des Donners (1990) sowie 1993 mit Frank A. Montaño, Rick Hart und Scott D. Smith für Alarmstufe: Rot (1992).
Für Auf der Flucht (1993) war er 1994 mit Michael Herbick, Frank A. Montaño und Scott D. Smith für den Oscar nominiert, gewann aber zugleich mit John Leveque, Bruce Stambler, Becky Sullivan, Scott D. Smith, Michael Herbick und Frank A. Montaño 1994 den Preis für den besten Ton der British Academy of Film and Television Arts (BAFTA) sowie mit Herbick, Montaño und Smith den Preis der Gilde der Tontechniker (Cinema Audio Society), den CAS-Award.
Zwei Nominierungen erhielt er für Das Kartell (1994): erstens 1995 mit Herbick, Montaño und Art Rochester für den Oscar, zweitens mit diesen auch für den CAS-Award für herausragende Leistungen beim Ton.
Zuletzt war Mitchell mit Frank A. Montaño, Michael Herbick und Petur Hliddal bei der Oscarverleihung 1996 für den Oscar für den besten Ton nominiert und zwar für Batman Forever (1995).